# Campeonato Paraense de Futebol de 1941
O Campeonato Paraense de Futebol de 1941 foi a 30.ª edição da principal divisão do futebol do Pará. Organizada pela Federação Paraense de Desportos, a competição contou com a participação de oito clubes, todos sediados na capital Belém. A Tuna Luso sagrou-se campeã, conquistando seu 3º título estadual, enquanto o Paysandu ficou com o vice-campeonato.

## Participantes
| Equipe         | Cidade | Títulos (mais recente) | Part. |
| -------------- | ------ | ---------------------- | ----- |
| Júlio César    | Belém  | 0 (não possui)         | 9     |
| Marco          | Belém  | 0 (não possui)         | 4     |
| Nacional       | Belém  | 0 (não possui)         | 20    |
| Paysandu       | Belém  | 11 (1939)              | 26    |
| Remo           | Belém  | 14 (1940)              | 26    |
| Transviário    | Belém  | 0 (não possui)         | 4     |
| Tuna Luso      | Belém  | 2 (1938)               | 8     |
| União Sportiva | Belém  | 2 (1910)               | 29    |

## Premiação
| Campeonato Paraense de 1941   |
| Belém                         |
| ----------------------------- |
| Tuna Luso Campeão (3º título) |